# Sorbus admonitor
Sorbus admonitor är en rosväxtart som beskrevs av M.Proctor. Sorbus admonitor ingår i släktet oxlar, och familjen rosväxter. Utöver nominatformen finns också underarten S. a. longipes.